# 李存義 (清朝)
李存義（1847年—1921年），原名存毅，字肅堂，後改名存義，字忠元，河北省深州南小營村人，清朝末年武術家劉奇蘭之徒，為形意拳名家，擅長單刀，有「單刀李」之名。創辦中華武士會。

## 生平
李存義自幼家貧，以幫人趕車、保鏢為生，周游各地，學習拳術。20歲拜劉奇蘭為師，學習形意拳，並且曾經得到郭雲深的指導。後至北京，結識大刀王五、張占魁、程廷華、霍元甲等人，因曾經擊敗白人大力士，得到官方的金質勳章，十餘年間，名聲漸漸大了起來。他曾隨董海川學習八卦掌。有人認為，形意拳能夠立足，最重要的人物首推郭雲深、李存義與孫祿堂三人。
1890年（清光緒16年），至劉坤一處擔任軍營武術教習，劉坤一任兩江總督時，擔任兩江總督督標把總。之後在保定開設萬通鏢局，並開始教徒授藝，但因李存義不擅理財，鏢局最後因財務困難而結束。1900年，加入義和團，八國聯軍之役時曾率領弟子夜襲天津老龍頭火車車站，痛殺守站俄軍。在八國聯軍進入北京之後，李存義帶領弟子至山西避禍，曾經向宋世榮求教內功，並與宋鐵麟交流拳技，使得河北形意拳與山西形意拳門下得以交換習武心得，更增進了形意拳的內涵。
他與李瑞東、李書文結拜，排行第二，又與張占魁以兄弟相稱。宣統三年（1911年），為發揮武術精神，與馬鳳圖、葉雲表在天津創立當時北方最大的民間武術團體－中華武士會，在名義上以李瑞東為首，但實際上所有事務都是由他來處理，與上海的精武體育會聲氣相通，共同為了發揚尚武精神而努力。他是最早提出將中國武術命名為國術者，民國後他將天津中華武士會改名為天津國術會，因李存義在接受記者採訪時，曾說「武術者，强身健体，國術者，保家衛國，可稱國術者，形意拳。」，這即是天津國術會命名的由來。但這也造成其他門派的不諒解，認為他想獨占國術之名，一時間前來挑戰的人甚多，為李存義帶來不少麻煩。但李存義一一接戰，不作辯解，屢挫敵手，為國術會立下根基。
1921年（民國10年），李存義受同門請託，代友至山東軍閥馬良（時任濟南鎮守使）部隊中教授形意拳，被迫與回族拳師楊鴻修與張鳳岩交手失利而受傷。李存義自幼與人交手，未聞敗績。之後，李存義因病過世，歸葬南小營村，享年七十四歲。

## 著作
著有《拳術教範》、《刺殺拳譜》。

## 弟子
李存義沒有留下子嗣，但因為致力於形意拳的推廣，他的弟子甚多，有數百人之多，著名的弟子有尚雲祥、傅劍秋、郝恩光、黃柏年、周玉祥、王俊臣、李彩亭、李文亭、李躍亭、薛顛、李東園、陳泮嶺、田鸿业等人。